# Atysa brevicornis
Atysa brevicornis es un coleóptero de la familia Chrysomelidae.
Fue descrita científicamente por primera vez en 1988 por Samoderzhenkov.